# 8 vendémiaire
8 jour complémentaire 8 brumaire
L'octidi 8 vendémiaire, officiellement dénommé jour de l'amarante, est le 8e jour de l'année du calendrier républicain.
C'était généralement le 29e jour du mois de septembre dans le calendrier grégorien.